# Premio de la Crítica de poesía en euskera
El Premio de la Crítica de poesía en euskera es un premio literario de España que, desde 1976, concede la Asociación Española de Críticos Literarios dentro de la convocatoria anual del Premio de la Crítica, y donde se valora lo que se considera el mejor poemario escrito en euskera, y publicado el año anterior.

## Poetas que han recibido premio
- 1978: Bernardo Atxaga, por Etiopía
- 1979: Juan Mari Lekuona, por Ilargiaren eskolan
- 1980: Tere Irastortza, por Gabeziak
- 1981: Xavier Lete, por Urrats desbideratuak
- 1982: Arantxa Urretabizkaia, por Maitasunarem magalean.[1]
- 1983: Joxe Austin Arrieta, por I arrotzarena il neuritz neurgabeak
- 1984: Patricio Urkizo, por Zeren azken finean
- 1985: Felipe Juaristi, por Denbora, nostalgia
- 1986: Joxe Austin Arrieta, por Berso paper prinzatuak
- 1987: Felipe Juaristi, por Hiriaren melankilia
- 1988: Patxi Ezkiaga, por Ispiluaren isladaketak
- 1989: Imanol Irigoien, por Las distancias interiores de la luz
- 1990: Juan Mari Lekuona, por Mimodramak eta ikonoak
- 1991: Joxerra Garzia Garmendia, por Zotak Egunak
- 1992: Amaia Iturbide, por Izulbidea
- 1993: Rikardo Arregi,por Hari hauskorrak
- 1994: No concedido
- 1995: Jose Luis Otamendi, por Lur bat zure minari
- 1996: Juan Ramon Madariaga, por Argia sorteen den izartegia
- 1997: Patxi Ezkiaga, por Zauriaen salmoak
- 1998: Rikardo Arregi, por Kartografia
- 1999: José Luis Padron, por Ibaia euri erasotan bezala
- 2000: Miren Agur Meabe, por Azalaren kodea
- 2001: Kirmen Uribe, por Bitartean heldu eskutik
- 2002: Juan Kruz Igerabide, por Mailu isila
- 2003: Tere Irastortza, por Glosak esana zetorrenaz
- 2004: Felipe Juaristi, por Begi-izaiak
- 2005: Angel Erro, por Gorputzeko Humoreak
- 2006: Koldo Izagirre, por Rimmel
- 2007: Jon Gerediaga, por Jainkoa harrapatzeko
- 2008: Xabier Lete, por Egusentiko esku izoztuak
- 2009: Juanra Madariaga, por Eroriaren logika
- 2010: Miren Agur Meabe, por Bitsa eskuetan
- 2011: Aritz Gorrotxategi, por Hariaz beste
- 2012: Rikardo Arregi, por Bitan esan beharra
- 2013: Joxean Artze, por Heriotzarenataria dugu bizitza y Bizitzaren atea dukegu heriotza
- 2014: Felipe Juaristi, por Piztutako etxea[2]
- 2015: Juan Kruz Igerabide por Lainoa Janez
- 2016: Asier Serrano por Linbotarrak
- 2017: Luis Garde por Barbaroak baratzean
- 2018: Juanjo Olasagarre por Ia hemen
- 2019: Pello Otxoteko por Itsas bizimina
- 2020: Jon Gerediaga por Natura Berriak
- 2021: Itziar Ugarte por Gu gabe ere